# Santiago Coronel
Santiago Agustín Coronel (Ituzaingó, 12 luglio 2000) è un calciatore argentino, attaccante dell'Atlanta in prestito dal Vélez Sarsfield.

## Carriera
Coronel è cresciuto nel settore giovanile del Vélez Sarsfield, con cui ha firmato il primo contratto professionistico nel novembre del 2021. Nel gennaio del 2022 è stato ceduto in prestito al Deportivo Morón, con cui ha debuttato il 12 febbraio nell'incontro di Primera B Nacional pareggiato 0-0 contro il Tristán Suárez. Ha segnato il suo primo gol due settimane dopo, fissando il punteggio sull'1-1 al 95' contro il Def. de Belgrano.
Nel 2024 è passato in prestito al Barracas Central.

## Statistiche

### Presenze e reti nei club
Statistiche aggiornate al 4 giugno 2024.
| Stagione        | Squadra          | Campionato      | Campionato | Campionato | Coppe nazionali | Coppe nazionali | Coppe nazionali | Coppe continentali | Coppe continentali | Coppe continentali | Altre coppe | Altre coppe | Altre coppe | Totale | Totale | Totale |
| Stagione        | Squadra          | Comp            | Pres       | Reti       | Comp            | Pres            | Reti            | Comp               | Pres               | Reti               | Comp        | Pres        | Reti        | Pres   | Reti   |        |
| --------------- | ---------------- | --------------- | ---------- | ---------- | --------------- | --------------- | --------------- | ------------------ | ------------------ | ------------------ | ----------- | ----------- | ----------- | ------ | ------ | ------ |
| 2022            | Deportivo Morón  | PBN             | 28         | 3          | CA              | 0               | 0               |                    | -                  | -                  |             | -           | -           | 28     | 3      |        |
| 2023            | Deportivo Morón  | PBN             | 30         | 3          | CA              | 1               | 0               |                    | -                  | -                  |             | -           | -           | 31     | 3      |        |
| 2024            | Barracas Central | PD              | 4          | 0          | CA+CdL          | 1+8             | 0               |                    | -                  | -                  |             | -           | -           | 13     | 0      |        |
| Totale carriera | Totale carriera  | Totale carriera | 62         | 6          |                 | 10              | 0               |                    | -                  | -                  |             | -           | -           | 72     | 6      |        |